# Casimir Koza
Casimir Kozakiewicz, dit Casimir Koza, est un footballeur français d'origine polonaise né le 27 janvier 1935 à Fouquières-lès-Lens et mort le 30 novembre 2010 à Bois-Bernard.

## Biographie
Ce joueur a évolué comme attaquant au RC Lens et au RC Strasbourg. 
Il a joué un match en équipe de France, contre son pays d'origine, la Pologne, le 11 avril 1962.
En 2022, le magazine So Foot le classe dans le top 1000 des meilleurs joueurs du championnat de France, à la 469e place.

## Carrière de joueur
- 1953-1957 : RC Lens
- 1957-1958 : Red Star
- 1958-1959 : RC Paris
- 1959-1964 : RC Strasbourg
- 1964-1965 : Limoges FC[2]

## Palmarès
- International français en 1962 (1 sélection)
- Meilleur buteur de Division 2 en 1961 avec le RC Strasbourg
- Finaliste de la Coupe Charles Drago en 1961 avec le RC Strasbourg
- Vainqueur de la Coupe de la ligue française en 1964 avec le RC Strasbourg